# Steven Tyler
Steven Victor Tallarico (Yonkers, Nueva York, 26 de marzo de 1948), más conocido en la industria de la música como Steven Tyler, es un cantante, compositor, músico y actor estadounidense, mundialmente conocido por ser el líder y vocalista de la banda de rock estadounidense Aerosmith.  
Conocido como "el Demonio de los Gritos", por su habilidad para los tonos altos y su extenso rango vocal, Tyler es considerado uno de los mejores cantantes del mundo. En 2008 la revista Rolling Stone lo eligió como uno de los 100 mejores cantantes de la historia y también como uno de los 100 más grandes artistas de todos los tiempos. Asimismo, fue escogido por la revista estadounidense Hit Parader como el tercer mejor vocalista de Heavy metal de todos los tiempos solo superado por Robert Plant y Rob Halford respectivamente. Además figura en el puesto 13 en la lista de los 40 mejores vocalistas de rock de todos los tiempos, según la estación de radio Planet Rock. En 2005 la revista Blender y la cadena musical MTV2 lo seleccionaron como uno de los 22 mejores vocalistas del mundo. También fue elegido según el sello discográfico Roadrunner Records como el octavo mejor cantante de música metal de la historia.
Precursor del glam rock, Tyler suele utilizar durante sus actuaciones maquillaje y atuendos coloridos, a veces andróginos, además de sus característicos pañuelos atados al micrófono. En 2001 fue premiado por la cadena musical VH1 por ser el roquero con mejor estilo en los VH1 Fashion Awards. Ese mismo año fue incluido en el Salón de la Fama del Rock junto con Aerosmithy en 2013, él y su compañero compositor Joe Perry, fueron incluidos en el Salón de la Fama de los Compositores. 
Tyler también ha formado parte del jurado del reconocido programa de talentos American Idol y es conocido por su habilidad de ejecutar varios instrumentos musicales a la vez.

## Biografía
Steven Tallarico nació en el Polyclinic Hospital en Manhattan 26 de marzo de 1948, hijo de Susan (de soltera Blancha, 2 de junio de 1925 - 4 de julio de 2008), una secretaria, y Víctor A. Tallarico (14 de mayo de 1916 - 10 de septiembre de 2011), un músico clásico y pianista. Su padre era de origen italiano y alemán y su madre era de origen polaco e inglés.
La música siempre ha desempeñado un papel importante en la vida de Tyler ya que fue el hijo de un músico clásico que dirigió la Orquesta de Vic Tallarico. Su padre le enseñó música en la Escuela Secundaria Cardenal Spellman en el Bronx durante muchos años. Steven Tyler también se aficionó al blues y en la década de 1960, fue originalmente un baterista y más tarde se convirtió en el cantante principal en una variedad de bandas de rock n' roll locales como The Strangeurs (más tarde cambiado a Chain Reaction), Chain y William Proud. Tyler pasó un tiempo en los veranos de su juventud en New Hampshire Sunapee Lago, donde se reunió con sus futuros compañeros de banda, Joe Perry y Tom Hamilton. Tiene residencias en Marshfield y Cape Cod (Massachusetts), Sunapee (New Hampshire), Nueva York y Los Ángeles.

## Carrera

### Formación y éxito de Aerosmith
En 1965, Tyler escribió lo que se convertiría en una de las canciones más emblemáticas de Aerosmith "Dream On". En 1969, Tyler asistió a un concierto de rock local en Sunapee, New Hampshire, donde vio por primera vez a los futuros compañeros de banda Joe Perry (guitarras) y Tom Hamilton (bajo), que en ese momento tocaban en una banda llamada Jam Band. Tyler declaró más tarde que estaba impresionado por su poder y actitud. Alrededor de 1970, Tyler, Perry y Hamilton decidieron formar una banda. Tyler, que había tocado la batería en muchas de sus bandas anteriores mientras estaba en la escuela, insistió en que sería el líder y cantante principal. Joey Kramer, un viejo conocido de Tyler de Nueva York, fue reclutado para tocar la batería. Tyler invitó a su amigo de la infancia, Ray Tabano, a tocar la guitarra rítmica. Impulsados por la ambición colectiva de lanzar sus carreras como músicos de tiempo completo y artistas de grabación esperanzados, la banda se mudó a Boston y compartió un pequeño apartamento en 1325 Commonwealth Avenue, en Allston en el otoño de 1970. Un excompañero de Tyler, de Nueva York, Joey Kramer, fue reclutado para tocar la batería y más tarde, agregaron un guitarrista rítmico: Brad Whitford, quien reemplazó al amigo de la infancia de Tyler, Ray Tabano. Después de pasar tiempo en el circuito de clubs de Boston, bajo la tutela de su primer representante, Frank Connelly, la banda comenzó a trabajar con los representantes de Nueva York Steve Leber y David Krebs. Posteriormente firmó un contrato discográfico en 1971 y lanzaron su álbum debut homónimo en 1973. Fue seguido por Get Your Wings (1974), Toys in the Attic (1975), Rocks (1976), y Draw the Line (1977), que catapultó a la fama internacional a Aerosmith y reconocimiento. Estos álbumes trajeron éxitos legendarios como "Dream On", "Walk This Way" y "Sweet Emotion". Los primeros cinco discos de Aerosmith también han alcanzado discos de platino, y los cinco están considerados entre los mejores álbumes de hard rock de todos los tiempos. Sin embargo, como la década avanzaba, la vida trepidante de giras, las grabaciones, la convivencia y el uso de drogas comenzó a cobrar factura a la banda.
A Tyler y Perry se los conocía como los Gemelos Tóxicos, por su legendario consumo de estimulantes y heroína. Su relación está bien documentada en muchos lanzamientos de videos de Aerosmith así como también en Behind The Music de Aerosmith.
Perry dejó Aerosmith para comenzar The Joe Perry Project.
Fue sustituido por Jimmy Crespo. Jimmy formó una sociedad de escritura con el cantante Steven Tyler, coescribió y produjo el álbum Rock In A Hard Place. Crespo fue la clave para mantener unidos hasta que Brad Whitford abandonó Aerosmith. Su sustituto fue Rick Dufay.
En la década de 1970 y principios de 1980, Tyler fue conocido también por su consumo de drogas duras y alcohol, aunque terminó la rehabilitación de drogas en 1986 y se mantuvo sobrio durante más de 20 años hasta que empezó a abusar de los analgésicos en 2009 y desde entonces ha vuelto a rehabilitar. Durante sus actuaciones en los conciertos, en la cual descarga toda su energía, siempre está vestido con trajes de colores muy vivos y también con bufandas colgadas sobre su micrófono.

### Reunión con Aerosmith y rehabilitación
El 14 de febrero de 1984, Joe Perry y Brad Whitford, quienes dejaron la banda en 1979, se presentaron a un show de Aerosmith. De acuerdo con el especial de Behind the Music de VH1 de la banda, Tyler alega que hizo la primera llamada telefónica a Joe Perry animándolo a reunirse de nuevo. Entre bastidores, todos ellos se reunieron y Perry y Whitford aceptaron unirse a la banda una vez más.
Aerosmith se embarcó en una gira de reunión llamada "The Back in the Saddle Tour" y empezaron a grabar de nuevo. Un problema era que aún permanecía, sin embargo, la adicción a las drogas de los miembros del grupo, especialmente Tyler, que se había derrumbado en el escenario durante varias actuaciones en la década de 1980 y había sufrido una larga adicción a la heroína. El nuevo mánager de Aerosmith, Tim Collins y el resto de la banda reunida sabían que no llegaría a nada con su líder, Steven Tyler, todavía bajo la fuerte influencia de las drogas. En 1986, tuvieron una reunión en la que presionaron a Tyler para entrar a un programa estricto de rehabilitación de drogas.
Después de que Tyler había terminado la rehabilitación de drogas, todos los demás miembros de Aerosmith finalmente entraron en rehabilitación y todos habían salido con éxito sus respectivos programas en diversos momentos de la década la segunda mitad de 1980.

### Regreso y superestrellato
En 1985, Aerosmith lanzó su álbum de regreso, "Done With Mirrors", que le dieron resultados mediocres a la banda. En 1986, sin embargo, Tyler y Perry colaboraron con Run-DMC para un remake del éxito de Aerosmith de 1975 "Walk This Way", que alcanzó el n.º 4 en las listas y fue nombrada recientemente por la revista Rolling Stone como la canción n.º 37 de las 100 canciones que cambiaron el mundo. "Walk This Way" introdujo tanto a la música rap como a Aerosmith a una nueva generación, así como ayudar a sembrar las semillas de un gran regreso. Aerosmith volvió en 1987 con Permanent Vacation, que llegó al puesto 3 del Top 20 de sencillos y vendió cuatro millones de copias. La banda siguió en 1989 con Pump y una vez más en 1993 con Get a Grip, los cuales vendieron siete millones de copias cada uno y lanzó a la banda al estrellato mundial, eclipsando así su éxito en la década de 1970. Los tres álbumes ganaron aclamación por la crítica por sus estilos musicales innovadores, aparecieron una docena de Top 40 de sencillos, produjeron vídeo musicales teatrales, y la banda ganó docenas de premios. La subsecuente gira de Aerosmith y la aparición en la televisión y el cine convirtió a la banda en uno de los más grandes iconos de la cultura del Rock. Steven Tyler, como el líder del grupo, se convirtió en un símbolo para la banda y un nombre familiar en su propio derecho.
La banda se tomó un descanso saludable en 1995 para pasar tiempo con sus familias, a raíz de su estilo de vida agotadora de los diez años anteriores, bajo la dirección del mánager, Tim Collins, que ayudó a orquestar la mayor parte de la reaparición de la banda y sostener el éxito de la misma. Sin embargo, Aerosmith casi llegó a un punto crítico, mientras que Collins presionó a los exhaustos miembros de la banda y corrieron rumores de que la banda se disolvía y que Steven Tyler estaba siendo infiel a su esposa y usando drogas de nuevo. Fue despedido posteriormente. Esto, junto con un cambio de productores, retrasó el proceso de grabación de Nine lives, que fue finalmente lanzado en 1997. Si bien no se acercaron a las cifras de ventas de Get a Grip, todavía fue doble platino, y la banda logró mantenerse en todo lo alto y estuvo de gira durante más de dos años promocionando el álbum.
En 1997, Steven Tyler y Joe Perry aparecen en un comercial para GAP, realizando un número de blues con Tyler en la armónica. Esto fue parte de una campaña publicitaria por GAP con una variedad de artistas de la música.
En 1998, mientras estaba de gira en apoyo del álbum Nine Lives, Steven Tyler sufrió una lesión de ligamentos en la rodilla, cuando su micrófono de pie chocó contra ella. Tyler y la banda terminaron el espectáculo, pero tuvieron que cancelar varias fechas y Tyler tuvo que usar un yeso en la pierna mientras filmaba el vídeo de I Don't Want to Miss a Thing, que alcanzó el puesto n.º 1 en las listas de ese año.

### Periodo 2000 – 2008
El comienzo del siglo XXI vio con atención a la banda Aerosmith en el Super Bowl XXXV en el medio tiempo del espectáculo, fue incluido en el Rock and Roll Hall of Fame, y lanzaron otro álbum de platino.
Desde 2001, Aerosmith ha puesto en marcha una exitosa gira todos los años y ha mantenido un papel activo en la industria musical, la grabación de los álbumes Just Push Play (2001) y Honkin' on Bobo (2004). Además de esto, Steven Tyler se ha mantenido ocupado con una variedad de proyectos paralelos y apariciones especiales.
Después de los ataques del 11 de septiembre de 2001, la banda tocó en el concierto benéfico "United We Stand", en Washington D. C. Tyler se puso una chaqueta de cuerpo entero, con la bandera Estadounidense y la banda presentó unos breves números incluidos "Livin 'on the Edge" y "I Don't Wanna Miss a Thing ". La banda volvió a Indianápolis para realizar un concierto esa misma noche.
En 2003, Tyler recibió un título honorífico del Berklee College of Music, y en 2005 recibió un doctorado "honoris causa" por la Universidad de Massachusetts, Boston. En 2003, Tyler incorporó a AC/DC en el Rock and Roll Hall of Fame, aunque él y su banda fueron incluidos dos años antes. Tyler cantó con AC/DC y el líder del grupo Brian Johnson en la interpretación de "You Shook Me All Night Long". "The Grind", de Aerosmith, también aparece como extra. También cantó el Himno Nacional para inaugurar la Serie Mundial en 2004 en el Fenway Park.

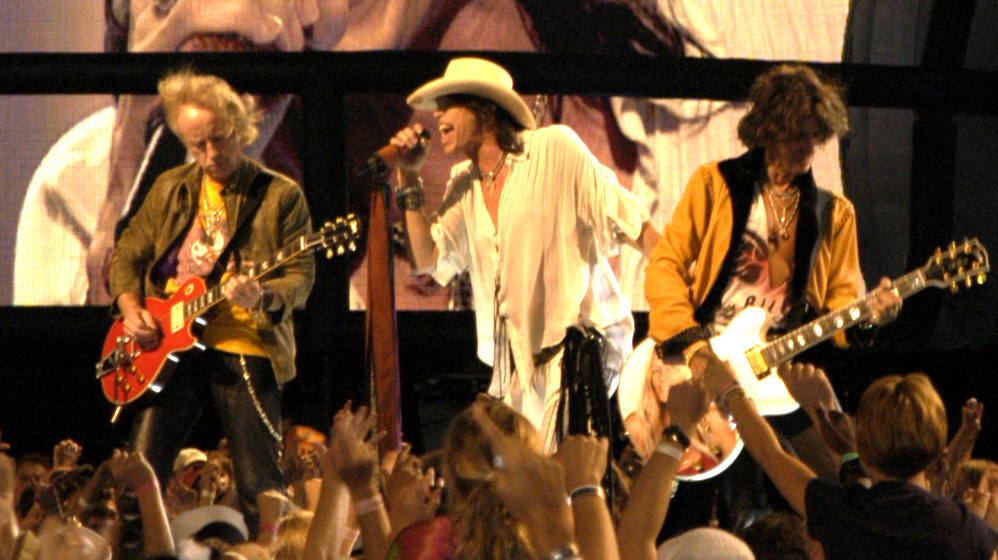
Aerosmith en vivo, 2003.

En la película de Navidad, "El Expreso Polar" de 2004, Steven Tyler, aparece cantando la letra de un número de rock titulado "Rockin' on Top of the world", así como un grupo de elfos de animación por computadora se asemeja Aerosmith interpretando la canción.
Mientras Joe Perry se mantuvo ocupado en 2005 con su álbum homónimo en solitario, Steven Tyler se mantuvo ocupado con una variedad de proyectos. Ese año, él fue el vocalista principal de Santana en el sencillo "Just Feel Better". Tyler también hizo un cameo en la película Be Cool protagonizada por John Travolta y Uma Thurman. En la película, Steven Tyler hace un dúo de la canción "Cryin'" con la cantante Linda Moon (Interpretada por Christina Milian)
En 2006, después de la cicatrización de la cirugía en la garganta de Tyler y el agotador Rockin' the Joint Tour, Steven Tyler hizo un retorno digno de mencionar. Un hecho destacable fue cuando actuó con Joe Perry y la Orquesta Boston Pops para el concierto anual del 4 de julio de la cuarta Orquesta, fue su primera gran aparición pública después de la operación. Durante el concierto, que fue transmitido a nivel nacional por CBS, Tyler, Perry y la orquesta interpretaron un popurrí de "Walk This Way", "I Don't Wanna Miss a Thing" y "Dream On".
Tyler también grabó un dueto con el artista de música country Keith Anderson, titulado "Three Chord Country and American Rock & Roll". La canción, una versión remezclada de la canción encontrada en el álbum debut de Anderson, fue lanzado como sencillo en las listas Country de EE UU.
Ese mismo año, además de trabajar con Aerosmith en giras y grabando un nuevo álbum, Tyler hizo varias apariciones públicas. Hizo un cameo en la comedia Two and a Half Men, haciendo de sí mismo como un ruidoso vecino desagradable. El 14 de octubre de 2006 Tyler cantó "God Bless America" durante el tramo de la séptima entrada en el juego n.º 3 de la Serie de Campeonato de la Liga Nacional entre los Cardenales de St. Louis y los Mets de Nueva York en el Busch Stadium de St. Louis. El 24 de noviembre, de manera voluntaria, Steven sirve la cena de Acción de Gracias a los necesitados en un restaurante en West Palm Beach, Florida, antes de un show de Aerosmith allí.
En 2007, Tyler se mantuvo activo en Aerosmith con una gira mundial de la banda que los hizo actuar en 19 países.
El 21 de mayo de 2008, se informó de que el vocalista Steven Tyler se había registrado en Las Encinas Hospital clínica de rehabilitación, en Pasadena, California, para recuperarse de múltiples cirugías en las piernas. Él hizo una declaración pública diciendo que "El dolor de reparación del pie fue intenso", más grande de lo que yo habría anticipado. Los meses de cuidados de rehabilitación y la tensión dolorosa de la terapia física fueron traumáticos. Realmente necesitaba un entorno seguro para recuperarme donde pudiera apagar mi teléfono y volver a ponerme de pie.
El 14 de julio de 2008, la madre de Tyler, Susan Ray Tallarico, murió a los 84 años.
El 18 de julio de 2008, Steven Tyler apareció con Billy Joel en el último concierto que se jugó en el Shea Stadium. Respaldado por la banda de Billy Joel, cantó como voz principal en la canción "Walk This Way".
En agosto de 2008, HarperCollins ganó una subasta para publicar la autobiografía de Steven Tyler.
En diciembre de 2008, Tyler hizo una aparición sorpresa en los conciertos de la Trans-Siberian Orchestra en el Nassau Coliseum (12 de diciembre de 2008) y el Izod Center (13 de diciembre de 2008). En el Izod Center, colaboró con la Trans-Siberian Orchestra en "Dream On" y "Sweet Emotion".

### Eventos recientes
El 5 de agosto de 2009, mientras estaba en el Guitar Hero Aerosmith Tour, Tyler se cayó del escenario, cerca de Sturgis, Dakota del Sur, lesionándose la cabeza, el cuello y rompiéndose un hombro. Fue trasladado en avión al Hospital Regional de Rapid City. Debido a la caída de Tyler, Aerosmith se vio obligado a cancelar el resto del Tour del 2009 a excepción de dos conciertos en Hawái en octubre. En 2007, Aerosmith tuvo que cancelar su primer concierto en Maui, que dio lugar a una demanda colectiva de 8000 demandantes. Los asistentes recibieron boletos y, en algunos casos, reembolsos por los gastos añadidos.
Steven Tyler recientemente ha ayudado a hacer una armónica para Hohner como parte de "Signature Series".
El 9 de noviembre de 2009, los medios informaron que Steven Tyler no tenía contacto con los demás miembros de Aerosmith y que no estaban seguros si estaba todavía en la banda. El 10 de noviembre de 2009, Joe Perry confirmó que Steven Tyler había dejado Aerosmith para seguir una carrera en solitario y no estaba seguro si era por tiempo indefinido. No se anunció ningún reemplazo.
A pesar de los rumores de dejar la banda, y del comentario de Perry como se informó el mismo día, Tyler se unió a The Joe Perry Project en el escenario 10 de noviembre de 2009 en el Fillmore de Nueva York en Irving Plaza y cantó el clásico de Aerosmith "Walk This Way". Según fuentes en el evento, Tyler aseguró a la multitud que a pesar de los rumores en sentido contrario, "no renunciará a Aerosmith". El 22 de diciembre de 2009, la revista Rolling Stone informó que Tyler había ingresado a rehabilitación para controlar el dolor y una adicción a los analgésicos, y que él estaba dispuesto a empezar a trabajar con la banda después de la rehabilitación.
El 15 de febrero de 2010, fue anunciado que Aerosmith sería titular del Download Festival en Donington, Inglaterra, con la afirmación de que Steven Tyler cantaría con el grupo.
El 26 de marzo de 2010, se informó de que Steven Tyler, trabajaría con Timbaland para grabar un álbum de rap. La colaboración de Reverend Run y Darryl Mac de Run-DMC, Kid Rock y T-Pain se comentó que aparecería en el nuevo proyecto.
El sábado 14 de agosto de 2010 Steven Tyler junto a Aerosmith y el grupo J.Geils Band se presentan en el FenWay Park de Boston. El Periódico Boston Sunday Globe le dedica la portada.

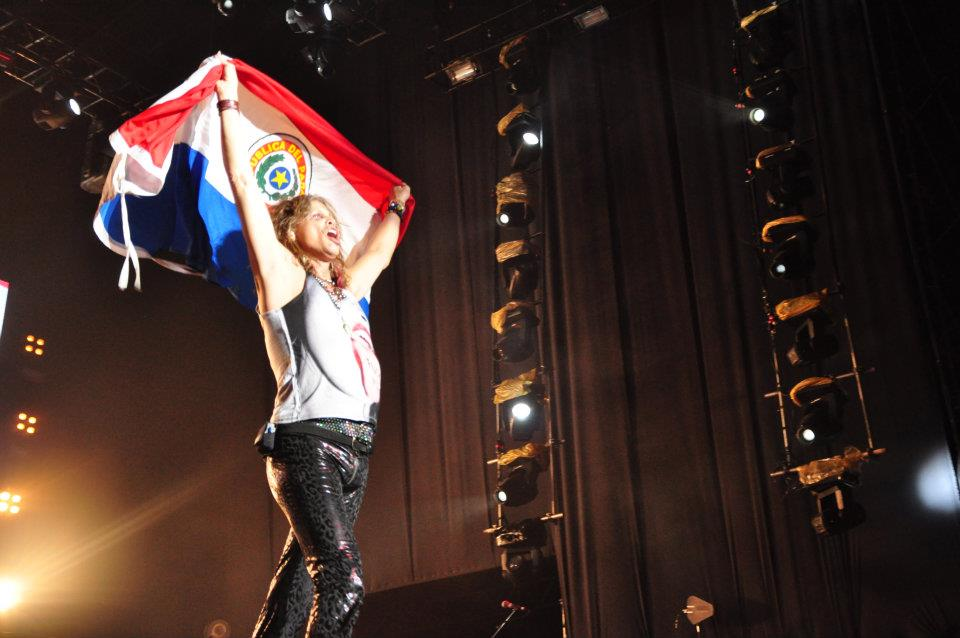
Steven Tyler portando la Bandera de Paraguay durante el concierto en Asunción en octubre de 2011, un día después de su accidente.

Estuvo presente durante el "All-Stars Game" en 2011.
El 25 de octubre de 2011, Tyler sufrió un desmayo y cayó en el baño de su habitación de hotel en Luque, Paraguay, por lo que sufrió un par de heridas en la cara y la rotura de dos dientes. Fue trasladado a un hospital privado de Asunción donde fue sometido a un servicio odontológico y cirugía plástica de ceja y de labios. El concierto que debía ofrecer esa misma noche fue pospuesto para el día siguiente.

## Discografía

### En solitario
| Título                            | Detalles del álbum                                                            | Posición en lo rating | Posición en lo rating | Posición en lo rating | Ventas        |
| Título                            | Detalles del álbum                                                            | US                    | AUS                   | CAN                   | Ventas        |
| --------------------------------- | ----------------------------------------------------------------------------- | --------------------- | --------------------- | --------------------- | ------------- |
| We're All Somebody from Somewhere | - Fecha de lanzamiento: 15 de julio de 2016 - Sello discográfico: Dot Records | 19                    | 37                    | 21                    | - USA: 50,700 |

### Trabajos colaborativos
| Año  | Canción                                        | Artista | Álbum                                        |
| ---- | ---------------------------------------------- | --- | -------------------------------------------- |
| 1986 | Walk this way                                  | Run-D.M.C. extra Steven Tyler y Joe Perry                                                                    | Raising Hell                                 |
| 1988 | "Wild Thing"                                   | Sam Kinison; estrella invitada incluye a Steven Tyler                                                        | Have You Seen Me Lately?                     |
| 1989 | "Only My Heart Talkin'"                        | Alice Cooper; estrella invitada incluye a Steven Tyler                                                       | Trash (álbum)                                |
| 1989 | "Slice of Your Pie"                            | Mötley Crüe; estrella invitada incluye a Steven Tyler                                                        | Dr. Feelgood                                 |
| 1989 | "Sticky Sweet"                                 | Mötley Crüe; estrella invitada incluye a Steven Tyler                                                        | Dr. Feelgood                                 |
| 2001 | "Misery"                                       | Pink featuring Steven Tyler y Richie Sambora                                                                 | Missundaztood                                |
| 2002 | "Sing for the Moment"                          | Eminem con Steven Tyler y Joe Perry (no acreditado; Dream On muestra utilizada, el registro nuevo sin hacer) | The Eminem Show                              |
| 2004 | "I'm a King Bee"                               | Steven Tyler y Joe Perry                                                                                     | Lightning in a Bottle Soundtrack             |
| 2005 | "Just Feel Better"                             | Santana featuring Steven Tyler                                                                               | All That I Am                                |
| 2006 | "Three Chord Country and American Rock & Roll" | Keith Anderson featuring Steven Tyler                                                                        | Three Chord Country and American Rock & Roll |
| 2006 | "Roots, Rock, Reggae"                          | Bob Marley featuring Steven Tyler                                                                            | Chant Down Babylon                           |
| 2009 | "Cryin' and Smile"                             | Chris Botti featuring Steven Tyler                                                                           | Chris Botti in Boston                        |

## Filmografía
| Año  | Película                                                                | Personaje                           |
| ---- | ----------------------------------------------------------------------- | ----------------------------------- |
| 1978 | Sgt. Pepper's Lonely Hearts Club Band                                   | Miembros de la Banda Futuro Villano |
| 1990 | Saturday Night Live: Músicos invitados; "Wayne's World" sketch          | Él mismo                            |
| 1991 | The Simpsons: "Flaming Moe's": episodio                                 | Él mismo (Voz)                      |
| 1993 | Wayne's World 2                                                         | Él mismo                            |
| 1997 | Saturday Night Live: Músico invitados; Mary Katherine Gallagher" sketch | Él mismo                            |
| 1999 | Clubland                                                                | David Foster                        |
| 2000 | The Target Shoots First                                                 | Él mismo                            |
| 2001 | Saturday Night Live: Músico invitado                                    | Él mismo                            |
| 2003 | Lizzie McGuire                                                          | Padre de Navidad/Él mismo           |
| 2004 | El Expreso Polar                                                        | Elf Lieutenant / Elf Singer         |
| 2004 | Goodnight Joseph Parker                                                 | Sammy                               |
| 2005 | Be Cool                                                                 | Él mismo                            |
| 2006 | Two and a Half Men dos episodios                                        | Él mismo                            |
| 2009 | Chris Botti in Boston                                                   | Él mismo                            |

## Dirico Motorcycles (anteriormente Red Wing Motorcycles)
El 15 de septiembre de 2007 en el New Hampshire International Speedway, Steven anunció el lanzamiento de las nuevas motocicletas Dirico. Las motos Dirico están diseñadas por Steven Tyler, dirigido por Mark Dirico, y construido por AC Custom Motorcycles en Mánchester, New Hampshire.
Steven ha sido un viejo fanático de las motocicletas y entusiasta de la equitación. Sobre la nueva Motocicleta Tyler Dirico comentó: "Te montas en una de estas motos y te puedes montar por días. Estas motos son rápidas, fuertes y simplemente maravillosas. Y son increíbles de ver."
Steven Tyler también participa en una variedad de subastas de caridad con motocicletas, incluyendo el Paseo de la caridad de la Infancia.

## Vida personal

### Hijos, matrimonios y noviazgos
En 1976 Steven Tyler tuvo una breve relación con la ex modelo y chica Playboy, Bebe Buell, con la que tuvo a su primera hija, la hoy en día actriz Liv Rundgren Tyler, nacida el 1 de julio de 1977. La modelo comentó en un principio que el padre de su hija era el también músico Todd Rundgren. Con el tiempo admitió que lo hizo para proteger a su hija Liv de la adicción a las drogas de su verdadero padre, Steven Tyler. Finalmente Tyler reconoció a su hija Liv en el año 1991.
Un año después, en 1978 se casó con Cyrinda Foxe, actriz y exesposa del cantante de New York Dolls David Johansen. Con Cyrinda Foxe se convirtió en padre por segunda vez de Mia Abagale Tallarico nacida el 22 de diciembre de 1978, conocida simplemente como Mia Tyler, modelo. Finalmente el cantante y su primera mujer se divorciaron en 1987. En 1997, Cyrinda Foxe publicó Dream On y Livin 'on the Edge Con Steven Tyler y Aerosmith, un libro de sus memorias durante su matrimonio con el músico. Su ex mujer y madre de su segunda hija, Cyrinda Foxe, falleció de un cáncer cerebral en el año 2002.
En el año 1988, se casó con la diseñadora Teresa Barrick. Junto a ella se convirtió en padre por tercera y cuarta vez. Su hija Chelsea Anna Tallarico nació el 6 de marzo de 1989 y su hijo Taj Monroe Tallarico vino al mundo el 31 de enero de 1991. Finalmente en febrero del año 2005 la pareja anunciaba su separación y en enero del año 2006 terminaban su proceso de divorcio. 
A mediados del año 2011 se comprometió con la también modelo Erin Brady, quien había sido su novia desde el año 2006 y es 39 años menor que él. Sin embargo, en enero del año 2013 terminaron su relación.
Desde el año 2014 mantiene una relación con Aimee Ann Preston, asistente personal de Aerosmith, 40 años más joven que el músico.
Tiene tres nietos por parte de su hija Liv Tyler. El primero fruto del primer matrimonio de Liv, un niño llamado Milo William Langdon, nacido el 14 de diciembre de 2004. Los dos siguientes fueron de sus segundas nupcias, otro niño nombrado Sailor Gene Gardner nacido el 11 de febrero de 2015 y finalmente una niña llamada Lula Rose Gardner que nació el 11 de julio de 2016.
El 10 de mayo de 2017 el cantante se convierte en abuelo por cuarta vez de un niño llamado Axton Joseph, fruto de la relación de su segunda hija Mia Tyler con Dan Halen. Se convirtió en abuelo por quinta vez cuando su hija Chelsea tuvo a su primer hijo con Jon Foster, Vincent Frank Foster, el 21 de febrero de 2020.

## Salud

### Cirugía de garganta
El 22 de marzo de 2006, justo cuatro días antes de su cumpleaños número 58, el periódico The Washington Post informó que Tyler se sometía a cirugía para una "condición médica no revelada". Un comunicado del publicista de Tyler dice en parte: "A pesar del deseo de Aerosmith de mantener la gira el mayor tiempo posible, (el médico de Tyler) aconsejó no continuar cantando para darle a su voz tiempo para recuperarse." El resto de las fechas de la gira en América del Norte de Aerosmith en 2006 en el Rockin' the Joint Tour posteriormente fueron canceladas como resultado de la operación.
La cirugía para corregir un vaso sanguíneo aparecido en la garganta, fue un éxito. En las palabras de Tyler: "Él solo tomó un láser y corrigió el vaso sanguíneo". Después de unas semanas de descanso, Steven Tyler y el resto de Aerosmith fueron al estudio el 20 de mayo de 2006 para comenzar a trabajar en su nuevo álbum.
El 3 y 4 de julio de 2006, Tyler y Joe Perry llegaron al escenario en la costa de Boston con la Orquesta Boston Pops y cantó las canciones "Dream On", "Walk This Way", y "I Don't Want to Miss a Thing" como parte de la Boston 4th of July Fireworks Spectacular. El concierto fue notable como la primera actuación pública de Tyler desde la operación. Después hicieron un tour en el otoño de 2006 junto con Mötley Crüe, bautizado como Route of All Evil Tour.
La cirugía de la garganta de Steven Tyler apareció en 2007 en un episodio de la serie de National Geographic Channel llamado la Increíble Máquina Humana.

### Batalla contra la hepatitis B y C
En una entrevista de septiembre de 2006 con Access Hollywood, Steven Tyler reveló que había estado sufriendo de hepatitis B y hepatitis C en los últimos 11 años. Se le diagnosticó la enfermedad en 2003 y fue sometido a un tratamiento intensivo desde ese año hasta el 2006, incluyendo 11 meses de tratamiento con "interferón", que calificó de "agónico".

### Adicción a calmantes
La agencia de noticias Associated Press informó el 23 de diciembre de 2009 que Steven Tyler entró en una clínica de rehabilitación para tratar su adicción a los analgésicos que había estado tomando para hacer frente a las lesiones de las actuaciones. La banda canceló una gira de verano en agosto después de que Tyler se cayera del escenario durante una actuación en Dakota del Sur y se rompiese el hombro izquierdo.
El doctor Brian McKeon Tyler dijo a la revista People que las lesiones ortopédicas en la última década han dejado al roquero de 68 años de edad con dolor crónico severo y que requiere cirugías en las rodillas y los pies.
El 25 de mayo del 2022, sus compañeros de grupo informaron que iban a cancelar su gira de conciertos por Las Vegas y por ende en algunos lugares del mundo, debido a que Tyler recayera en la adicción a las drogas y por ende entrara en rehabilitación.

## Identidad de género
Tyler es reconocido por tener una imagen de personaje andrógino. En su autobiografía Does the Noise in My Head Bother You?, publicada en 2011, dijo: «me han citado erróneamente diciendo que soy más mujer que hombre. Déjenme dejar las cosas claras, es más bien mitad y mitad, y me encanta que mis sentimientos sean similares a puella eternis ("la niña eterna" en latín). ¿Qué mejor que ser la más fuerte de la especie?».

## Acusaciones de abuso sexual
En 2022, Julia Holcomb implicó a Tyler en una demanda por abuso sexual, resultado de una relación que tuvieron en la década de 1970, cuando ella era menor de edad.